# Kodachrome
 Der er for få eller ingen kildehenvisninger i denne artikel, hvilket er et problem. Du kan hjælpe ved at angive troværdige kilder til de påstande, som fremføres i artiklen.

Kodachrome var en diapositiv farvefilm fra Eastman Kodak.
Kodachrome blev opfundet af Leopold Godowsky, Jr. og Leopold Mannes, og den kom i produktion som 16 mm film i 1935, og som 8 mm og 35 mm film (135) i 1936. Således var den den ældste, masseproducerede farvefilm i over 70 år.
I starten var filmhastigheden på blot 8 ISO. I 1960 kom den op på 25 ISO, og i 1966 kunne filmen også fås i en version på 64 ISO. I 1986 kom filmen desuden i en version på 200 ISO.
Kodachrome har udmærket sig ved sin skarphed, holdbarhed og præcise farvegengivelse. Desværre var fremkaldelsesprocessen (K-14) meget krævende, og således blev fremkaldelse af filmen efterhånden kun gennemført af meget få, større laboratorier.
I starten af 90'erne blev Kodachrome overhalet af Fujichrome Velvia fra Fujifilm, som de professionelles foretrukne valg af farvefilm. Velvia bruger en enklere fremkaldelsesproces (E-6), desuden er den mere mættet i farverne.
I de senere år var kun Kodachrome 64 i produktion.
I 2009 meddelete Eastman Kodak Co., at produktionen af Kodachrome 64 er ophørt som følge af dalende efterspørgsel. 
Paul Simon skrev i 1973 et internationalt hit om Kodachrome.